# Obtěžoval jsem anglickou královnu
Obtěžoval jsem anglickou královnu (v anglickém originále The Regina Monologues) je 4. díl 15. řady (celkem 317.) amerického animovaného seriálu Simpsonovi. Scénář napsal John Swartzwelder a díl režíroval Mark Kirkland. V USA měl premiéru dne 23. listopadu 2003 na stanici Fox Broadcasting Company a v Česku byl poprvé vysílán 30. září 2006 na stanici ČT2.

## Děj
Pan Burns vybere z bankomatu bankovku v hodnotě 1000 dolarů, ale upustí ji a vítr ji odnese do domu Simpsonových, kde ji najdou Bart a Milhouse. Marge přiměje Barta a Homera k vyvěšení letáků, aby si osoba, která bankovku ztratila, mohla bankovku vyzvednout. Nikdo ji nedokáže správně popsat, a tak Líza navrhne, aby peníze rodina utratila za něco pro Marge. Marge touží po vysněné dovolené, ale rozhodne se, že ji neuspořádá, protože Homer vždycky zkazí každý výlet, na který se vydají. Když si Bart uvědomí, že na bankovce může vydělat, vystaví ji v muzeu ve svém domku na stromě. Pan Burns ho navštíví a peníze si vyžádá zpět, čímž Barta donutí muzeum zavřít. Bart však na muzeu mezitím vydělal přes 3000 dolarů, a tak Lízin návrh přehodnotí a rozhodne se peníze utratit za dovolenou pro Marge. Dědeček navrhne, že pojedou do Británie, kde se, doufá, setká se svou dávno ztracenou láskou Edwinou. Za druhé světové války se s ní miloval noc předtím, než byl v den D odvelen na frontu. 
Po příjezdu do Londýna rodinu přivítá premiér Tony Blair, kterého si Homer splete s panem Beanem. Rodina navštíví londýnské turistické atrakce a později se setká s J. K. Rowlingovou a Ianem McKellenem. Dědeček se snaží kontaktovat Edwinu, zatímco Bart a Líza se vydávají na „cukrovou horečku“ poté, co objevili radosti britských sladkostí. Homer a Marge si pronajmou Mini Cooper a vydají se na projížďku po Londýně, ale uvíznou na kruhovém objezdu na Hyde Park Corner. Po několika hodinách jízdy dokola se Homer rozhodne z objezdu vymanit, projede přímo branou Buckinghamského paláce, vrazí do kočáru královny Alžběty II. taženého koňmi a je poražen pěší gardou. 
V Old Bailey je Homer postaven před soud za to, že královně způsobil škodu a zdemoloval její kočár. Poníží se tím, že královnu označí za podvodnici, protože na jejím zavazadle je nápis „H.R.H.“, což je podle něj zkratka pro „Hildu Rózu Hnusnou“ (v původním znění „Henrietta R. Hippo“), a kvůli paruce, kterou má na hlavě, si soudce splete se ženou. Velmi uražená královna požaduje, aby byl popraven. V londýnském Toweru, kde čeká na popravu, ho zvenčí zavolá jeho rodina a Líza mu řekne, že k útěku může použít tajný tunel, který vybudoval sir Walter Raleigh. Tunel však vede přímo do královniny ložnice a ta povolá své stráže. Homer královnu prosí, aby našla v srdci odpuštění, a ta mu dovolí opustit zemi pod podmínkou, že si s sebou do Ameriky vezme se zbytkem rodiny i Madonnu. Když se chystají k odjezdu, objeví se Edwina a představí Abeovi svou dceru Abbey, která je v podstatě britskou ženskou verzí Homera. Když si děda uvědomí, že je jejím otcem, rychle uteče k letadlu, zatímco Homer se zdá být svou nevlastní sestrou zasažen. 

## Produkce
Díl je poslední epizodou, kterou napsal dlouholetý scenárista Simpsonových John Swartzwelder. Její anglický název je odkazem na hru Evy Enslerové Monology vagíny, přičemž „Regina“ je latinský výraz pro „královnu“. Český název odkazuje na román Bohumila Hrabala Obsluhoval jsem anglického krále. Díl režíroval Mark Kirkland. Zápletka, v níž Homer narazí do královnina kočáru, byla recyklována ze scénáře, který předchozí tým Simpsonových Al Jean a Mike Reiss předložil seriálu The Golden Girls. V tomto scénáři byla Dorothy Zbornaková zraněna po srážce s autem Matky Terezy.
Tony Blair natočil svou roli pro tuto epizodu v dubnu 2003, během deseti minut v Downing Street. Blairovi byl scénář zaslán již na začátku psaní a trvalo osm měsíců vyjednávání mezi Foxem a Blairovým ředitelem komunikace Alastairem Campbellem, než se Blair mohl objevit jako hostující hvězda. V původním scénáři měl Blair přivítat Simpsonovy ve Spojeném království „věncem ‚pravého newcastleského uhlí‘ a předat Marge bezplatného Corgiho“, ale Campbell scénu nechal změnit, protože Blair „dal jasně najevo, že má zájem o účinkování v seriálu pouze tehdy, pokud bude moci propagovat turistický ruch v Británii“. Štáb seriálu nevěděl, zda Blair své repliky skutečně nahraje, dokud showrunner Al Jean a jeho žena nebyli v Londýně, kde propagovali 300. díl Simpsonových. Obdrželi telefonát, v němž stálo: „Vím, že jste tu. Pokud zítra zajdete do Downing Street a slíbíte, že nahrávání zvládnete do 15 minut, premiér to udělá.“. Jean byl při setkání s Blairem „tak nervózní, až to bylo směšné“, což označil za „jeden z nejfantastičtějších okamžiků svého života“. Blair byl hlavní volbou pro hostování v epizodě, ale štáb si nemyslel, že má šanci ho získat. Blair je jedinou hlavou vlády, která v seriálu hostuje, jediným dalším hostujícím politikem je Rudy Giuliani, jenž ztvárnil sám sebe v dílu Stůj, nebo můj pes vystřelí.
J. K. Rowlingová nahrávala svou roli přes satelit ze svého domu ve Skotsku a Ian McKellen nahrával repliky po telefonu. Evan Marriott, účastník první řady Milionáře Joea, se objevuje jako on sám a Jane Leevesová dabuje Edwinu. Homer zmiňuje fotbalistu Manchesteru United Ryana Giggse, což Giggs považoval za „geniální“.
Scenáristé původně sestavili seznam deseti britských celebrit, které chtěli, aby se v epizodě objevily. Arcibiskup z Canterbury Rowan Williams, fanoušek pořadu, byl zahrnut do návrhu scénáře, kde vystupoval jako průvodce a provázel některé své příbuzné po Londýně. Williams musel roli odmítnout kvůli jiným závazkům. Scénář počítal také s rolí hudebníka; štáb doufal, že do role získá Davida Bowieho nebo Morrisseyho, ale nepodařilo se to. Původně měli v epizodě hostovat také David a Victoria Beckhamovi, kteří měli být viděni, jak se hádají na ulici. Od tohoto nápadu se upustilo poté, co souhlasil s hostováním Blair, a bylo usouzeno, že nejsou ve Spojených státech jako manželský pár dostatečně slavní, a tak nebyli osloveni. Jean to komentoval slovy: „Přemýšleli jsme o tom, neptali jsme se. Slyšela jsem o něm, protože moje dcera hraje fotbal.“.
V roce 2003 uspořádala Mladá fronta DNES anketu týkající se toho, kdo by měl nadabovat hostujícího Tonyho Blaira v českém znění. V anketě zvítězil politik Miloš Zeman, který však na nabídku k namluvení role nereagoval, a tak Tonyho Blaira nadaboval herec Ivo Novák.

## Přijetí
Epizoda byla původně odvysílána 23. listopadu 2003 na stanici Fox ve Spojených státech a 9. ledna 2004 ve Velké Británii na Sky One. Od svého odvysílání získala převážně pozitivní hodnocení kritiků. Server IGN označil epizodu za nejlepší díl 15. řady s tím, že „možná to není nejlepší epizoda vůbec, ale čert vem, že není hodně zábavná“, a také ji označil za „extrémně vtipnou“ a „vrchol posledních několika řad“. Tony Blair sklidil za své účinkování v dílu kritiku řady komentátorů, protože svou roli natočil v době vrcholící války v Iráku. Novinář Jack Roberts z listu Sunday Telegraph poznamenal, že „nešlo o Blairovu nejlepší hodinu“, naproti tomu Simon Crerar z deníku The Times označil Blairovo vystoupení za jedno z 33 nejlepších hostujících vystoupení v historii pořadu a BBC jeho vystoupení klasifikovala jako „mistrovský PR tah“. Epizoda je zařazena na DVD Around the World in 80 D'ohs.
Když Blair v roce 2007 opustil svůj úřad, objevily se zprávy, že se do pořadu chystá jako host i jeho nástupce ve funkci premiéra Gordon Brown. Animátor Dan Povenmire poznamenal, že američtí diváci by pravděpodobně potřebovali titulky, aby rozuměli tomu, co Brown říká. Dabérka Yeardley Smithová poznamenala, že by si přála, aby se Brown objevil v Simpsonových, ale Brown hostování vyloučil s tím, že tvůrce seriálu Matt Groening potvrdil, že Browna pro roli neosloví: „Myslím, že to udělal Tony Blair, nemyslím si, že je to pro mě.“. Tvůrce seriálu Matt Groening posléze potvrdil, že Browna pro roli neosloví: „Myslím, že s Tonym Blairem jsme dosáhli kvóty britských premiérů, které budeme mít v seriálu. Máme jednoho za století – myslím, že to je naše pravidlo. Je mi líto, Gordone Browne, ale už je pozdě!“ uvedl.
Epizoda se stala studijním materiálem pro kurzy sociologie na Kalifornské univerzitě v Berkeley, kde se používá ke „zkoumání otázek produkce a recepce kulturních objektů, v tomto případě satirického kresleného pořadu“, a ke zjištění, co se „snaží divákům sdělit o aspektech především americké společnosti a v menší míře i o jiných společnostech“.